# Brian Griffin
 (avril 2025).
Si vous disposez d'ouvrages ou d'articles de référence ou si vous connaissez des sites web de qualité traitant du thème abordé ici, merci de compléter l'article en donnant les références utiles à sa vérifiabilité et en les liant à la section « Notes et références ».
Pour les articles homonymes, voir Brian Griffin (homonymie).
Brian est un personnage fictif de la série animée américaine Les Griffin. Ce personnage est né en 1999 et mort (pour de faux) le 25 novembre 2013, et est revenu dans la série le 15 décembre 2013.

## Apparence
Brian est l'animal domestique de la famille Griffin, un chien anthropomorphe de la race des Labradors, qui a une personnalité humaine; plutôt intelligent (nettement plus que son propre maître Peter Griffin), il parle comme un humain, marche sur ses pattes arrière, a des opinions progressistes et conduit une voiture.

## Personnalité
Brian est la version canine de Casanova, il est un écrivain en quête de gloire et a l'habitude de draguer des femmes que la zoophilie ne semble pas déranger. Il peut se montrer à la fois très suffisant, arrogant et narcissique, mais est capable de piques d'humour féroces, surtout quand il consomme de l'alcool (de façon occasionnelle mais abondante). Il est aussi doté d'un niveau de culture supérieur aux autres membres de la famille (il aurait étudié à l'université Brown). Stewie le dit gau-gauche, ce qui n'est pas complètement faux car est écolo (ce qui se traduit par le fait qu'il conduit une Prius) et est notamment en faveur de la légalisation du cannabis et d'un renforcement du contrôle des armes à feu, bien qu'il en possède une dans son coffre de banque; sa porte de sortie pour quand il en aura marre de vivre à ce qu'il dit.

## Mœurs
Brian a plusieurs femmes dans sa vie, sa plus grande conquête n'est autre que Jillian, une belle jeune femme aux cheveux blonds. Brian est aussi secrètement amoureux de Lois, il feint tant bien que mal d'ignorer ses sentiments mais son fantasme résiste.
Il consomme régulièrement de l'alcool, ce qui a pour effet de le désinhiber et le faire révéler à l'occasion certains secrets.
Au cours des dernières saisons, Glen Quagmire, le voisin et meilleur ami de Peter, méprise profondément Brian. Par ailleurs ils ont aussi été rivaux pour des conquêtes amoureuse. Il tenta une réconciliation qui fut sans succès. Sa relation avec son plus jeune maître Stewie oscille entre la complicité et l'hostilité, Stewie allant jusqu'à kidnapper les huit frères de Brian et en tuer un pour le faire chanter. Mais au-delà de ça Stewie est un "alter ego", intelligent et brillant et surtout incompris comme Brian, à eux deux ils forment un duo explosif et à l'origine de nombreuses aventures. Si Peter n'est pas un maître parfait et ignore parfois Brian, Stewie en revanche est particulièrement attaché à lui, il ira d'ailleurs jusqu'à tuer à de multiples reprise par exemple.

## La mort et la résurrection de Brian
Le 25 novembre 2013, dans le sixième épisode de la douzième saison, le personnage avait connu une fin tragique ; lorsque sous les yeux horrifiés de Stewie, Brian est écrasé par une voiture qui filait à vive allure alors qu'il installait un filet pour une partie de hockey de rue. Plus tard, avant de succomber à ses blessures il prononça ses derniers mots devant la famille Griffin : « Vous m'avez donné une vie merveilleuse, je vous aime tous ! »
Les créateurs et producteurs de Les Griffin (Family Guy) ont décidé de faire mourir l'un des protagonistes pour créer un changement majeur dans la série. C'est Vinny, un autre chien anthropomorphe qui l'avait remplacé. Cette mort a suscité la polémique et de nombreux fans se sont largement exprimés sur internet et les réseaux sociaux, notamment en créant des pétitions visant à interpeller Seth MacFarlane et les producteurs de la série.
Cependant, il a fait son grand retour dans la série dans l'épisode de noël diffusé le 15 décembre 2013, en étant sauvé par Stewie avec l'aide de Vinny et sa machine à remonter le temps.

## Source
1. ↑  (en) « Brian Griffin (Character) », sur Comic Vine (consulté le 1er mai 2025)